# Сарма (Иркутская область)
Сарма́ — деревня в Ольхонском районе Иркутской области. Входит в Шара-Тоготское муниципальное образование. 

## География
Находится к северо-востоку в 52 км от районного центра, села Еланцы, и в 17 км от центра сельского поселения, села Шара-Тогот, на правом берегу устья реки Сармы, в полукилометре к северу от берега Байкала.

## Население
| 2002 | 2010 | 2011 | 2012 |
| ---- | ---- | ---- | ---- |
| 43   | ↗77  | →77  | ↗80  |

По данным Всероссийской переписи, в 2010 году в деревне проживало 77 человек (52 мужчины и 25 женщин).